# Flevoland
Le Flevoland est la douzième et dernière province des Pays-Bas, établie en 1986 et située à l'est de la Hollande-Septentrionale, au sud de la Frise, à l'ouest de l'Overijssel et au nord de la Gueldre. Elle consiste presque intégralement de terres gagnées sur la mer (polders), inexistantes au début du XXe siècle, grâce à l'ingénierie néerlandaise sous les travaux du Zuiderzee.
À l'exception des anciennes îles d'Urk, de Schokland (classée au patrimoine mondial de l'UNESCO), et de la Vogeleiland (dans le Zwarte Meer, inhabitée), qui à l'origine font partie de l'Overijssel, le territoire de la province est entièrement situé sous le niveau de la mer. L'altitude moyenne est de −5 m, avec un minimum de −14 m. En excluant les surfaces aquatiques qu'elle couvre, Flevoland est la plus petite province des Pays-Bas, avec une superficie terrestre de 1 411,63 km2.
Les principales communes du Flevoland, établies dans la seconde moitié du XXe siècle, sont Lelystad (chef-lieu) et Almere (commune la plus peuplée). Au recensement du 1er juillet 2021, la population totale s'élève à 431 488 habitants, ce qui en fait la deuxième province néerlandaise la moins peuplée après la Zélande, avec un âge moyen inférieur à la moyenne du pays.

## Histoire
La province, entièrement créée par l'homme, naît de la réunion de deux polders qui la constituent : le Flevopolder (constitué du Flevoland du Sud et du Flevoland de l'Est) et le Noordoostpolder. Ceux-ci sont formés grâce à l'assèchement d'une partie du Zuiderzee, un ancien golfe maritime.

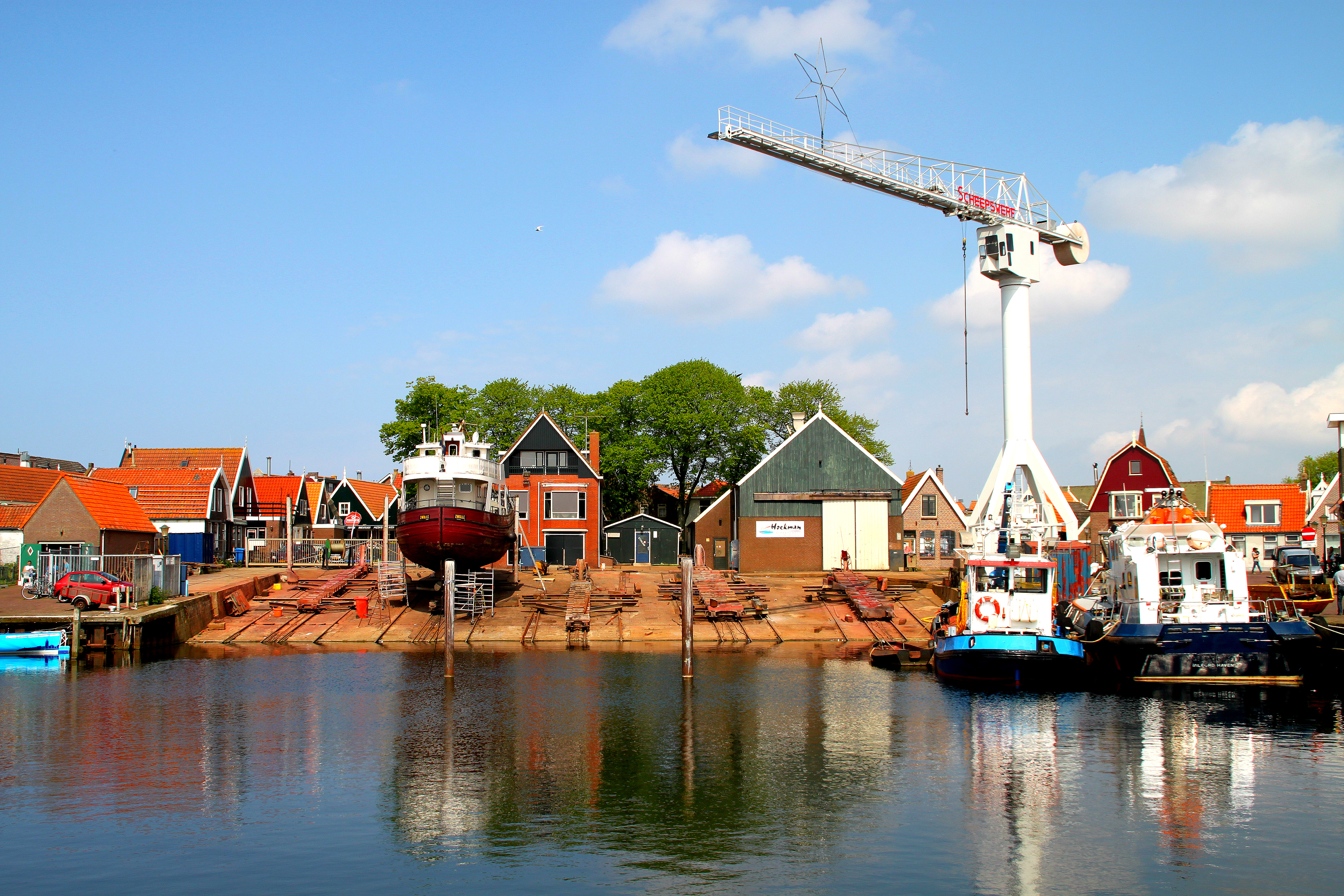
Urk, ancienne île du Zuiderzee, constitue désormais la plus petite commune du Flevoland.

En 1932, l'Afsluitdijk (littéralement la « digue de fermeture ») est inaugurée ; cette étendue d'eau est désormais séparée de la mer du Nord. Il faut ensuite assécher des terres, selon les techniques des polders. Les travaux du Zuiderzee de Cornelis Lely durent jusqu'en 1968. L'Houtribdijk, qui sépare le Markermeer de l'IJsselmeer, est inaugurée en 1976.
La création de la province et son statut définitif datent de 1986. Son nom provient de l'ancien lac Flevo. Avant cela, le nom de Flevoland est d'abord appliqué au Flevopolder. Le Wieringermeer, un autre polder construit lors des travaux du Zuiderzee au nord de Hoorn, ne rejoint pas la nouvelle province, mais est intégré à la Hollande-Septentrionale, avec laquelle il est bien plus proche. En effet, il constitue une œuvre précoce, puisque l'île est reliée au continent par une digue dès 1924, avant de voir le polder complété six ans plus tard. Dès 1939, une digue relie Urk à Lemsterland en Frise.
En 1950, Urk passe de la Hollande-Septentrionale à l'Overijssel. En 1962, la nouvelle commune de Noordoostpolder est intégrée à l'Overijssel, tandis que les quatre actuelles communes les plus méridionales du Flevoland font partie de l'Openbaar Lichaam Zuidelijke IJsselmeerpolders (OL ZIJP), établissement public des polders du sud de l'IJssel, jusqu'en 1996.
La plus grande partie du Markermeer est attachée au Flevoland. Si le Markerwaard avait été construit, il aurait été rattaché à la province.

## Géographie

### Communes
| 1. Almere 2. Dronten 3. Lelystad 4. Noordoostpolder 5. Urk 6. Zeewolde | Communes du Flevoland |

La province de Flevoland compte six communes, le plus petit nombre pour une province des Pays-Bas. Alors que les deux polders qui la constituent sont originellement destinés à l'agriculture, leur faible rentabilité et le manque de foncier à proximité d'Amsterdam donne naissance à plusieurs « villes nouvelles » : Almere, Dronten, Lelystad, Emmeloord et Zeewolde. Urk, commune historique, est la seule disposant d'une architecture classique néerlandaise, similaire au reste du pays. Étant considérée comme une province relativement pauvre et agricole en dehors d'Almere, qui est vue comme une grande banlieue d'Amsterdam, le Flevoland bénéficie des fonds européens pour le développement.

### Transports
Le Flevoland est desservi par de récentes autoroutes (A6 et A27) et deux lignes ferroviaires, qui forment un axe continu de Weesp à Zwolle : la Flevolijn (nommée d'après la province) et la Hanzelijn (nommée d'après la Ligue hanséatique dont Zwolle fait partie). Le tronçon de Weesp à Almere de la Flevolijn est inauguré en 1987, avant que la ligne n'atteigne Lelystad en 1988. La Hanzelijn est quant à elle inaugurée en 2012, avec une vitesse maximale de 200 km/h, fortement au-dessus de la moyenne des lignes de chemin de fer aux Pays-Bas. La province compte huit gares desservies par les services régionaux (Sprinter) de Nederlandse Spoorwegen, dont deux sont aussi desservies par les services nationaux (Intercity) : Almere Centrum et Lelystad Centrum.
La province possède également l'aéroport de Lelystad, ouvert en 1973 et destiné au trafic civil. Un projet de liaison ferroviaire avec l'aéroport depuis Lelystad et possiblement en direction de Harderwijk en Gueldre est régulièrement évoqué.

### Réserves naturelles
L'Oostvaardersplassen est un paysage de faible profondeur avec des bassins, des îlots et de marécages. À l'origine, cette partie basse du nouveau polder était destinée à devenir une zone industrielle. Cependant, l'habitat spontané de la flore et la faune transforment cette zone en parc naturel. Elle est d'une telle importance que la nouvelle ligne ferroviaire entre Almere et Lelystad, est détournée vers le sud. Le récent taux d'utilisation des terres agricoles permet d'étendre cette zone jusqu'au Veluwe[réf. nécessaire]. Au nord d'Almere, le Lepelaarplassen est similaire à la réserve précédente mais en est en cours de réorganisation. Le Wilgenbos d'Almere est une autre réserve boisée, plus petite.

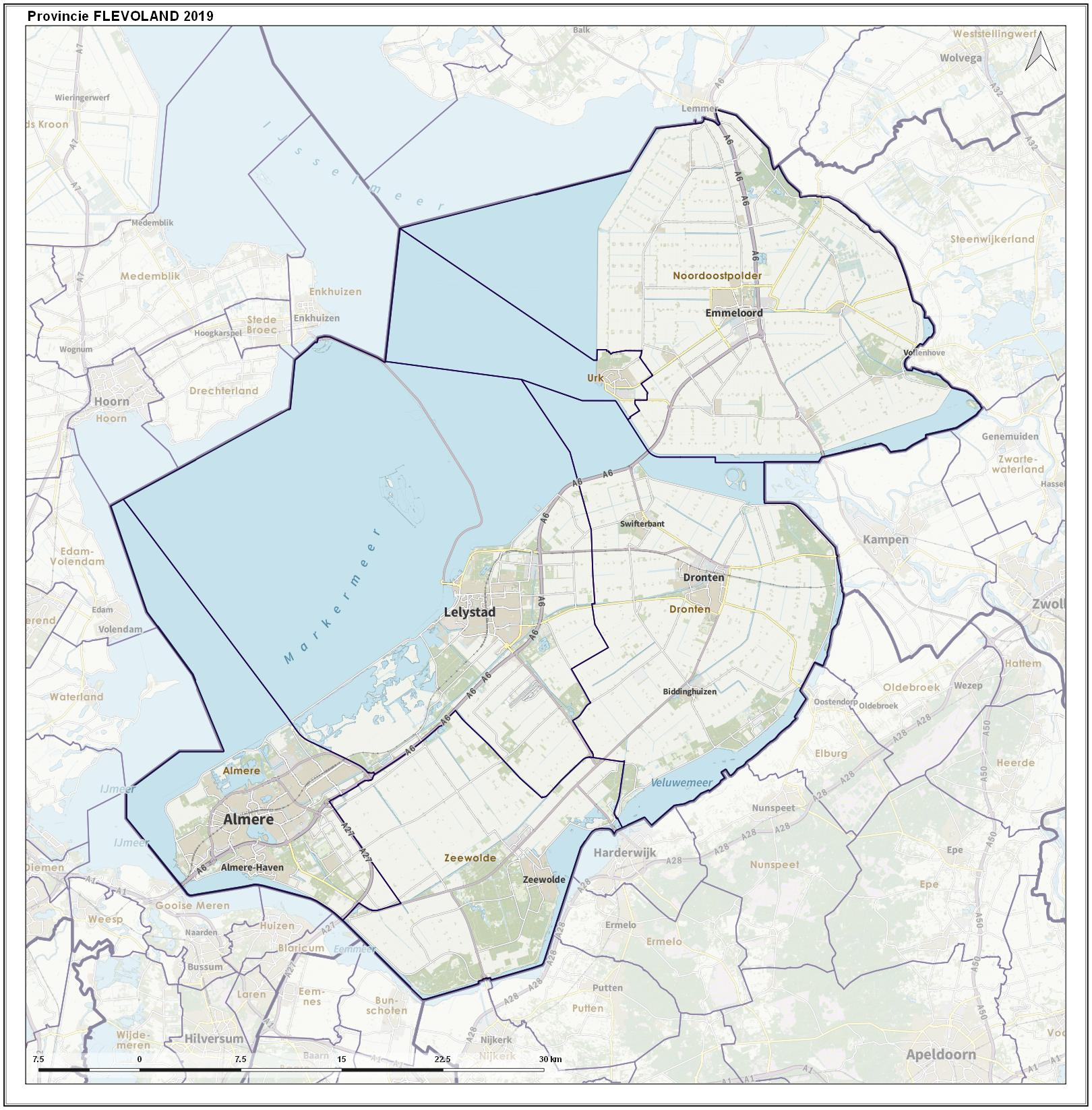
Carte des communes du Flevoland.
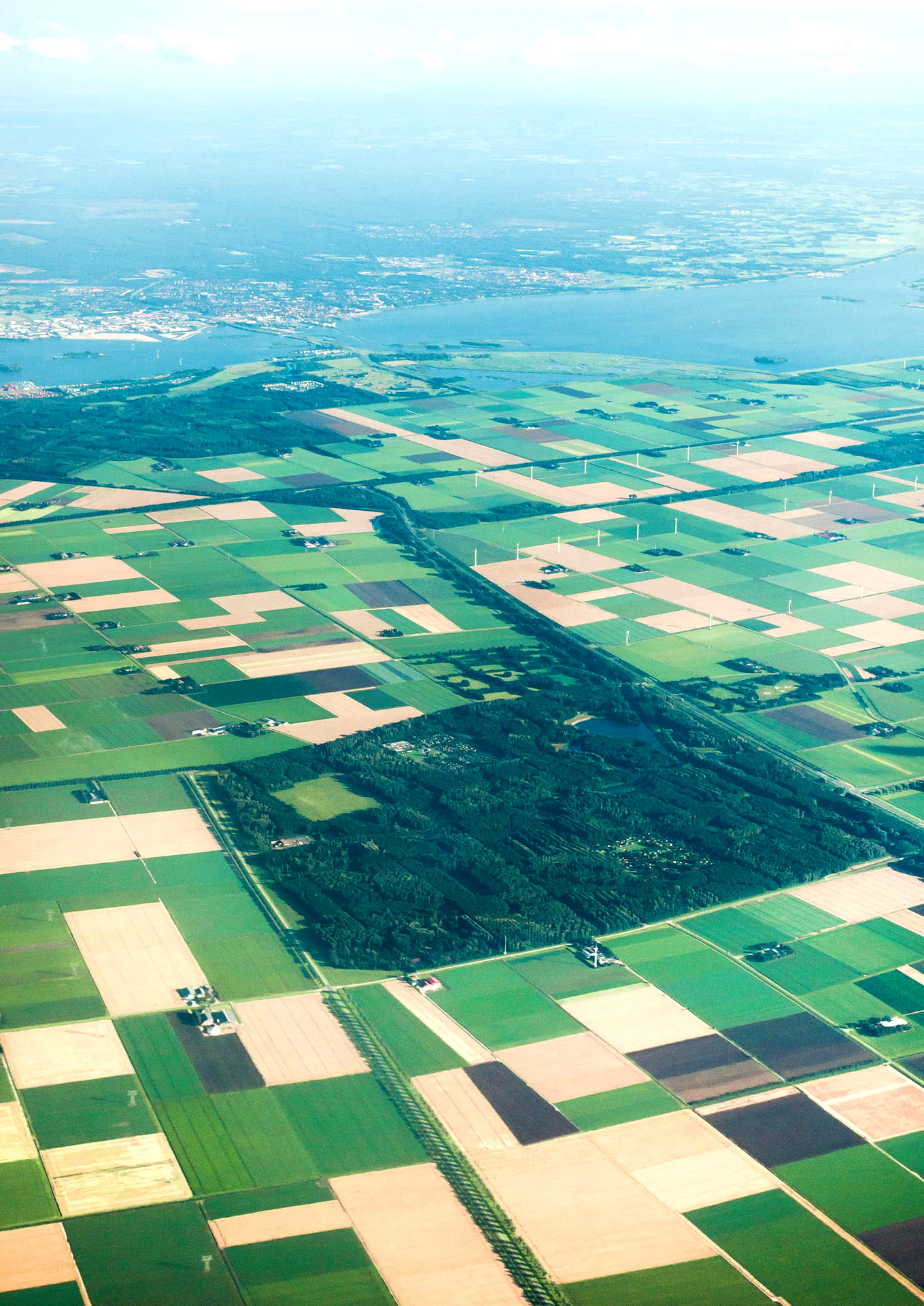
Photographie aérienne des champs et des éoliennes avec un alignement des fermes caractéristique.
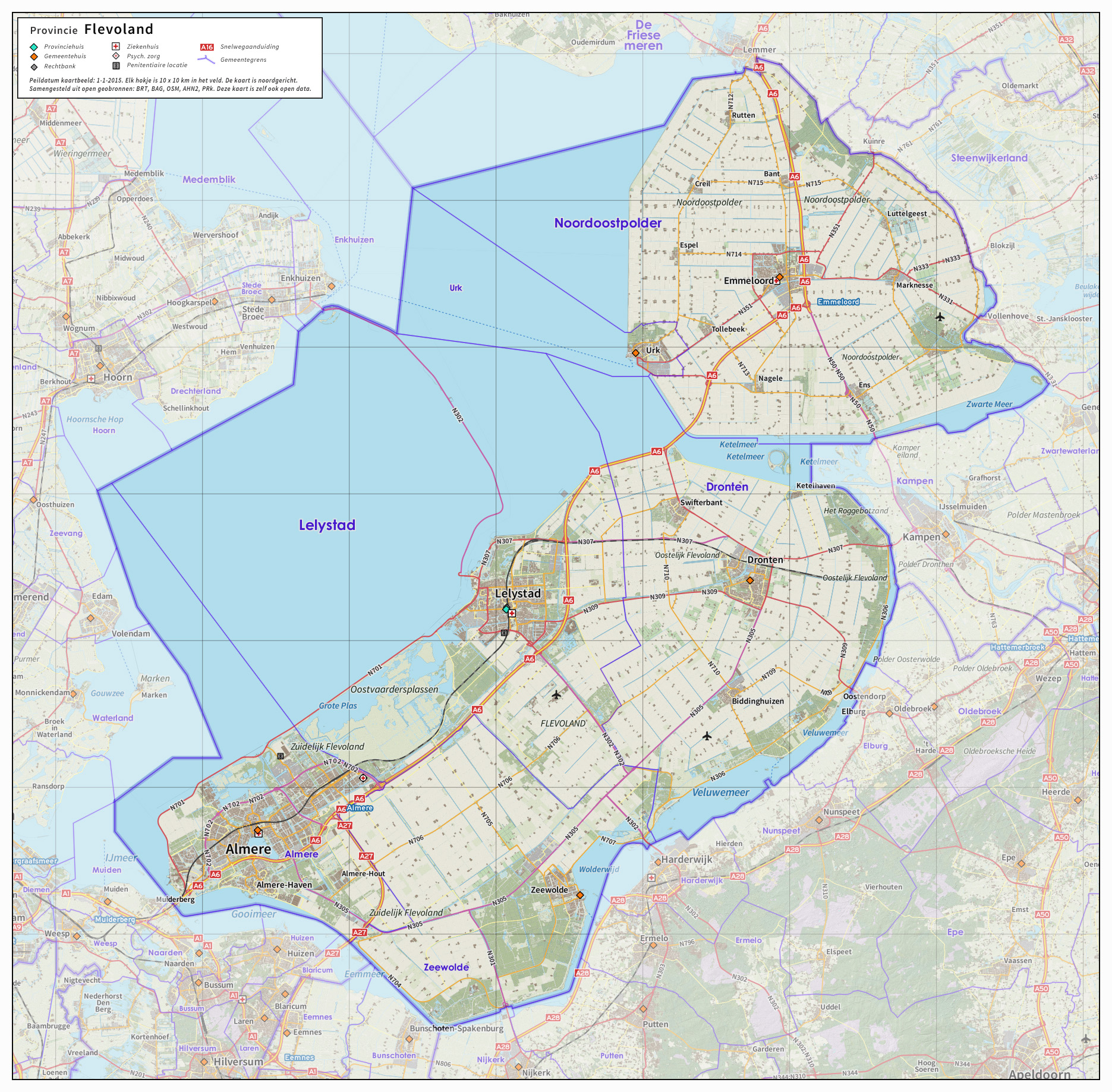
Carte administrative détaillée de la province (2014).

## Démographie
|            | 31/12/1990 | 31/12/2000 | 31/12/2010 | 31/12/2020 |
| ---------- | ---------- | ---------- | ---------- | ---------- |
| Population | 221 505    | 328 936    | 391 988    | 428 264    |